# 火箭浣熊
火箭浣熊（英語：Rocket Raccoon）是出现在美国漫画书出版社漫威漫画中的一个虚构超级英雄，由比尔·曼特罗和艺术家基思·吉芬创作。这一角色首次出现于《漫威预览》第七期（1976年夏出版）。他是一位智能的拟人化浣熊，为一位射击高手，并精通战术。他的名字及性格來自披头四乐队的1968年歌曲《Rocky Raccoon》。
火箭浣熊在2008年的超级英雄团队重启作品星際異攻隊中以该团队其中一员出现。这一角色已出现在了多种媒体改编作品中，包括动画、電影、电视剧、玩具及电子游戏。

## 人物
火箭来自于一座由动物护士照看的外星疯人院中，是被高度机械改造的动物之一。最先到达这颗名叫“Halfworld”的星球的外星生物建造了这座疯人院做研究，却因为经费的原因不了了之。离开之前他们留下了众多拥有人工智能的机器人留下照顾这些病号，并建立了能量场保证病人的安全。不过最终机器人也待不下去了，为了寻找合适的代理护士，它们开始在前辈留下的宠物身上做实验，火箭浣熊就是这批实验者之一。

## 能力
火箭浣熊拥有地球上的浣熊的一般特性，包括速度（能通过训练进一步强化）和敏锐的嗅觉、视觉、听觉和触觉。锋利的爪子让他可以轻松地攀爬墙壁、建筑物和树木。他是一名出色的星际飞船飞行员、一名出色的工程师和技师以及一名双持鐳射手枪的神射手，并且对重型武器有着十分浓厚的兴趣。他是一位军事战术大师和领导者，这些特质有助于他在星爵不在的时候领导银河护卫队。

## 其他媒體

### 電影
- 漫威電影宇宙：由布萊德利·庫柏聲演火箭浣熊[3]。
  - 《星際異攻隊》（2014年）
  - 《星際異攻隊2》（2017年）[4]
  - 《復仇者聯盟3：無限之戰》（2018年）[5]
  - 《復仇者聯盟：終局之戰》（2019年）[6]
  - 《雷神索爾：愛與雷霆》（2022年）：客串
  - 《星際異攻隊3》（2023年）

### 劇集
- 《復仇者聯盟：史上最強英雄戰隊》
- 《終極蜘蛛俠》
- 《復仇者聯盟：正義出擊（英语：Avengers Assemble (TV series)）》
- 《浩克與狂砸特工隊（英语：Hulk and the Agents of S.M.A.S.H.）》
- 《天雷爭霸：復仇者聯盟》
- 《星際異攻隊（英语：Guardians of the Galaxy (TV series)）》
- 《火箭與格魯特（英语：Rocket & Groot）》
- 漫威電影宇宙：由布萊德利·庫柏回歸聲演火箭浣熊。
  - 《我是格魯特》（2022年）：CGI劇集，客串
  - 《星際異攻隊假日特輯》（2022年）

### 遊戲
- 《漫威英雄 Online》：玩家創角時可選擇火箭浣熊為遊戲角色，或另付費購買。
- 《漫威：未來之戰》：手機遊戲，火箭浣熊是玩家可使用角色之一。
- 《銀河守護隊：Telltale系列（英语：Guardians of the Galaxy: The Telltale Series）》：火箭浣熊在其中登場，由諾蘭·諾斯配音。
- 《漫威超級戰爭》
- 《漫威：未來革命》
- 《漫威星際異攻隊》
- 《漫威爭鋒》：由諾蘭·諾斯配音。

### 遊樂設施
- 銀河守護隊：使命突圍！（英语：Guardians of the Galaxy – Mission: Breakout!）：火箭浣熊由布萊德利·庫柏配音。